# Паперник, Лазарь Хаймович

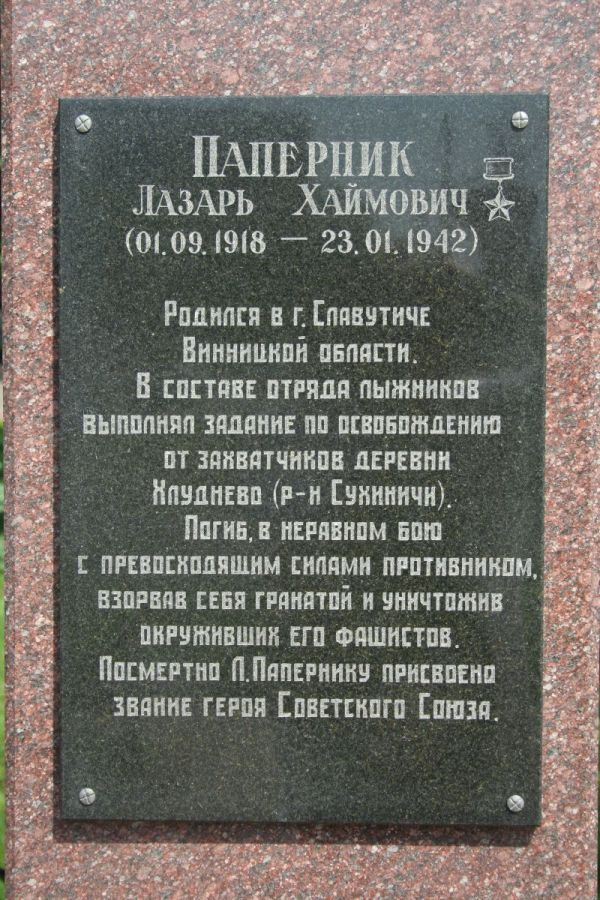
Надпись на памятнике.

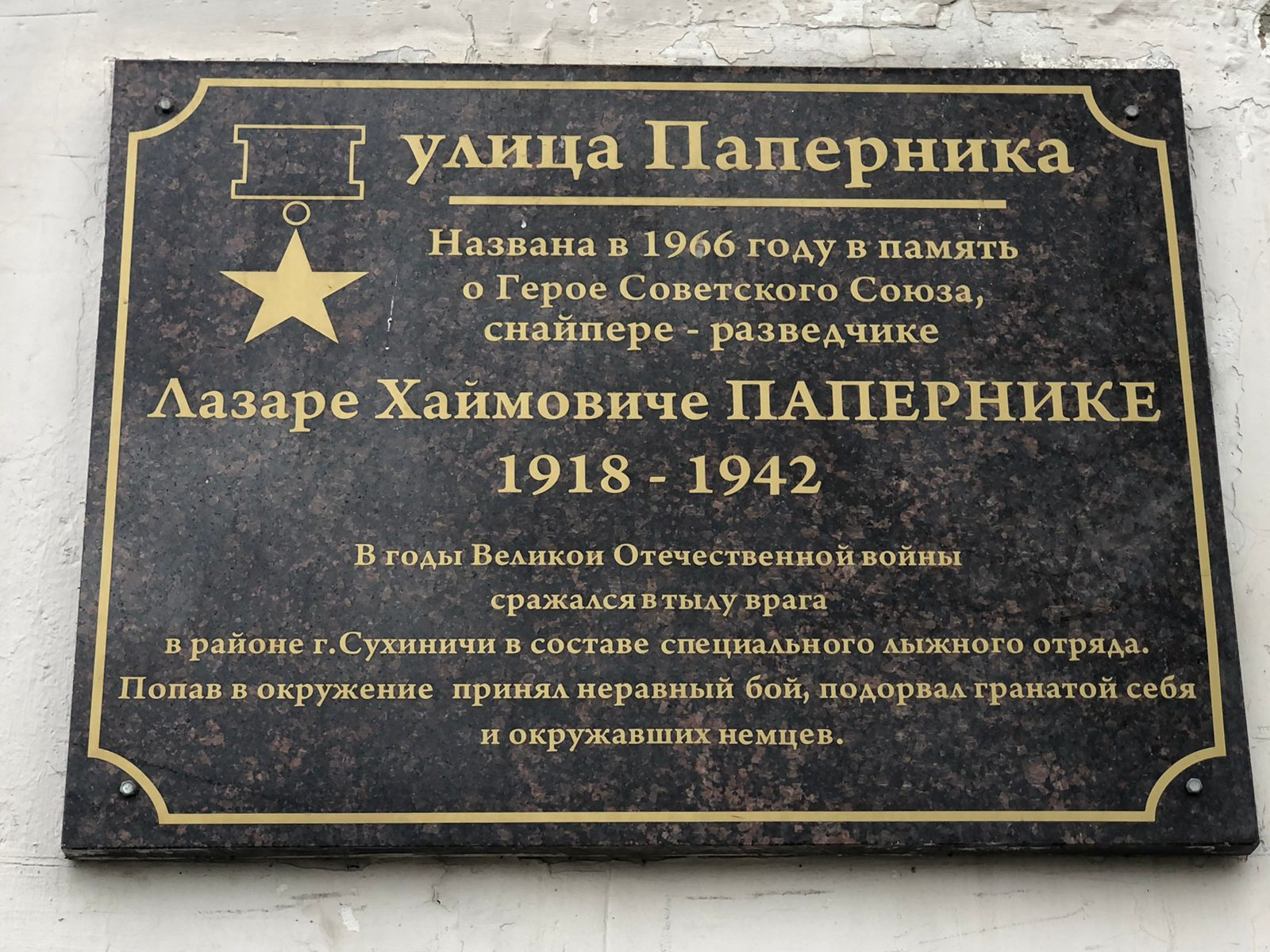
Мемориальная доска в Москве

Ла́зарь Ха́ймович Папе́рник (1918—1942) — снайпер 2-го мотострелкового полка Отдельной мотострелковой бригады особого назначения НКВД СССР (ОМСБОН), красноармеец, заместитель политрука, участник Великой Отечественной войны, Герой Советского Союза (посмертно).

## Биография
Родился в городе Славута (ныне Хмельницкой области, Украина), в семье железнодорожника. Окончил 7 классов в 1932 году и в том же году переехал из Славуты в Москву.
В 1934 году окончил школу ФЗУ при 1-м Московском часовом заводе им. С. М. Кирова и с того момента трудился на этом заводе токарем, фрезеровщиком, наладчиком станков, техником по инструменту, диспетчером, начальником цеха.
Кандидат в члены ВКП(б). Разносторонний спортсмен: конный спорт, стрельба, планерный спорт, лыжный спорт, мотоспорт, плавание.
В армии с 17 июля 1941 года. Ушёл на фронт добровольцем. Зачислен красноармейцем в Войска Особой группы при НКВД СССР, в октябре 1941 года сведённые в Отдельную мотострелковую бригаду особого назначения войск НКВД СССР. Лазарь Паперник стал снайпером 2-го мотострелкового полка ОМСБОН. На фронте с октября 1941 года. Как комсомолец и кандидат в члены ВКП(б), Лазарь Паперник был назначен заместителем (помощником) политрука[уточнить], в задачи которого входила помощь политруку роты сержанту госбезопасности М. Т. Егорцеву (позже погибшему с Паперником в одном бою) в политическом воспитании бойцов своего взвода.
Красноармеец Паперник в ночь на 23 января 1942 года, выполняя боевое задание в тылу врага, в составе группы лыжников из 27 человек под командованием старшего лейтенанта К. З. Лазнюка попал в окружение и вёл бой в деревне Хлуднево (ныне Думиничский район Калужской области) с превосходящими силами противника численностью около батальона, поддерживаемых танками и миномётами. Оставшись один в живых, Паперник подорвал себя и окруживших его врагов гранатой.
Из всего отряда в живых осталось 5 человек:
- старший лейтенант К. З. Лазнюк — командир роты[3];
- младший сержант А. П. Кругляков — командир отделения[4];
- красноармеец Е. А. Ануфриев — стрелок[5];
- красноармеец И. Т. Корольков — снайпер[6];
- красноармеец Б. Л. Перлин — боец[7].

Указом Президиума Верховного Совета СССР «О присвоении звания Героя Советского Союза начальствующему и рядовому составу Красной Армии» от 21 июля 1942 года за «образцовое выполнение боевых заданий командования на фронте борьбы с немецкими захватчиками и проявленные при этом отвагу и геройство» посмертно удостоен звания Героя Советского Союза с награждением орденом Ленина и медалью «Золотая Звезда».

## Память
- Именем Л. Х. Паперника названы улицы в Москве и Славуте. (Улица Паперника в Славуте переименована в улицу им. Степана Бандеры).
- На 1-м Московском часовом заводе размещена мемориальная доска, посвящённая Л. Х. Папернику.
- У деревни Хлуднево установлен мемориал в память о неравном бое лыжного отряда с немецким батальоном[10].
- Московская школа № 2090 носит имя Героя Советского Союза Л. Х. Паперника.

Мемориал расположен на юго-востоке деревни, представляет собой высокую стелу. В нижней части стелы на раскрытой книге из темного мрамора изображена эмблема органов госбезопасности — щит и меч. Там же высечены слова:
Здесь похоронены 22 разведчика-лыжника из Отдельной мотострелковой бригады особого назначения НКВД СССР, геройски погибшие 23 января 1942 года в боях за деревню Хлуднево. За мужество и отвагу разведчики-лыжники посмертно награждены орденом Ленина, а заместителю комиссара отряда Лазарю Папернику присвоено звание Героя Советского Союза.

Ниже сказано: 
Памятник сооружён по инициативе и на средства комсомольцев и молодежи Комитета государственной безопасности СССР.